# Gandara
```
   |-
       |
Erro:
:  
valor não especificado para "
nome_comum
"
```

Gandara (em sânscrito: गन्धार ; em urdu: گندھارا; romaniz.: Gandḥārā; em pastó: ګندهارا; em panjabi: گاندهارا; em avéstico: Vaēkərəta; em chinês: 犍陀罗; em grego: Παροπαμισάδαι; Paropamisadae; em persa antigo: Para-upari-sena; também conhecido como Waihind, em persa) foi um reino indiano antigo (mahajanapada), no norte do Paquistão e no leste do Afeganistão. Gandara era localizado principalmente no vale de Pexauar, no planalto Potohar (ver Taxila) e no lado norte do rio Cabul. Durante o período aquemênida e o período helenístico, sua capital foi Charsadda, mas posteriormente a capital foi transferida para Pexauar pelo rei cuchana Canisca I por volta do ano 127. As suas principais cidades foram Puruxapura (moderna Pexauar) e Taxasila (moderna Taxila).
Gandara já existia desde o tempo do Rigveda (c. 1 500–1 200 a.C.), assim como no tempo do Avestá zoroastriano, que menciona Gandara como Vaēkərəta, o sexto lugar mais belo da Terra, criado por Aúra-Masda. Gandara foi conquistada pelo império aquemênida no século VI a.C.. Conquistada por Alexandre, o Grande, em 327 a.C., em seguida tornou-se parte do império Máuria e então do Reino Indo-Grego. Como um centro do zoroastrianismo bactriano, hinduísmo e, posteriormente, greco-budismo, e famoso pela tradição na arte greco-budista, Gandara alcançou seu auge entre os séculos I e V, sob o Império Cuchana. Gandara "floresceu como encruzilhada da Ásia", conectando rotas de comércio e absorvendo influências culturais de diversas civilizações; o budismo prosperou até o século VIII ou IX, quando o Islã começou a ganhar influência na região.
O termo persa Shahi é usado pelo historiador Al-Biruni para se referir à dinastia reinante que assumiu a partir do Kabul Shahi e governou a região no período que antecedeu as conquistas muçulmanas dos séculos X e XI. Depois que foi conquistado por Mamude de Gázni em 1021, o nome Gandara desapareceu. Durante o período muçulmano, a área foi administrada de Laore ou de Cabul. Durante o período mogol, a área foi parte da província de Cabul.

## Geografia

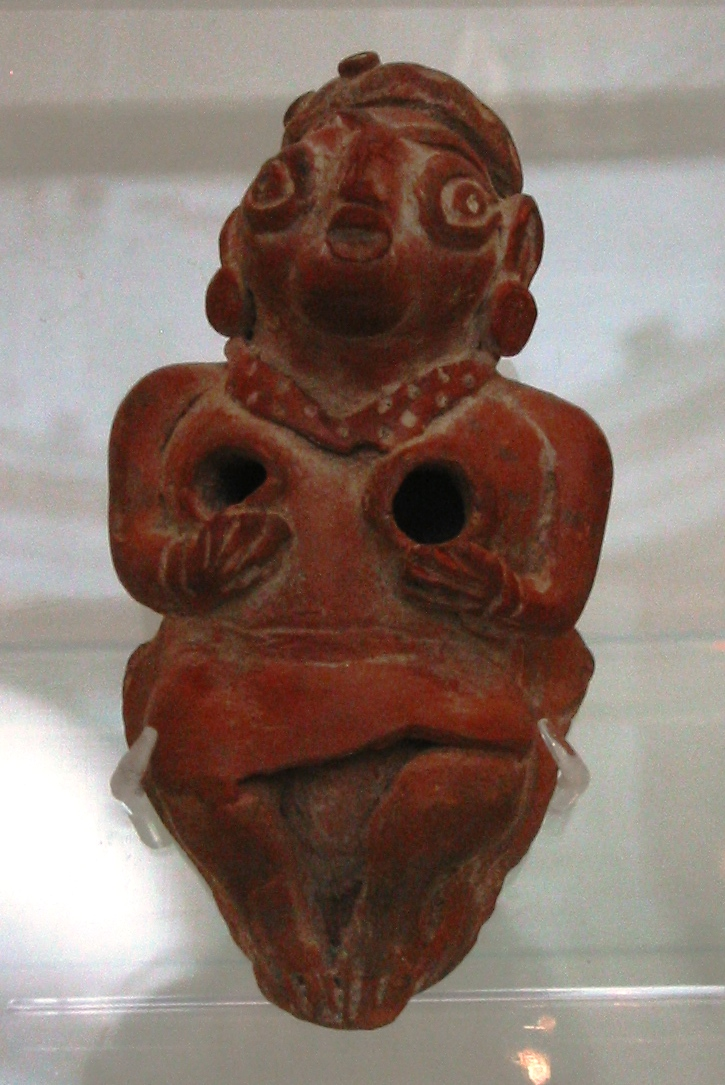
Figura de terracota de Charsada, em Gandara, dos, em exposição no Museu Vitória e Alberto

Os gandaras estabeleceram-se desde os tempos védicos do rio Cabul (Kubha ou Kabol) ao rio Indo. A região é conhecida como Vale de Pexauar. Depois, os gandaras cruzaram o Indo e incluíram partes do noroeste da região de Panjabe do Paquistão. Gandara era localizado em Uttarapatha e era um centro de atividades comerciais internacionais. Era um importante canal de comunicação com o Irã e a Ásia Central antigos. Os limites de Gandara variaram pela História. Num certo tempo, o vale de Pexauar e Taxila eram referidos juntos como Gandara. Às vezes, o vale de Suat também era incluído. Contudo, a parte mais importante de Gandara sempre foi o vale de Pexauar. O reino era controlado de capitais em Pushkalavati (Charsada), Taxila, Puruxapura (Pexauar) e, nos seus dias finais, de Udabandapura (Hund), no Indo.

## Gandara antigo

### Período pré-histórico
Evidência de habitantes humanos de Gandara da Idade da Pedra, incluindo ferramentas de pedra, foi descoberta em Sanghao, perto de Mardão, em cavernas. Os artefatos tinham aproximadamente 15 000 anos de idade. Para datar, nenhuma evidência da cultura harapeana da Civilização do Vale do Indo foi encontrada em Gandara. Os arianos migraram para Gandara e o resto do noroeste do Paquistão em aproximadamente 1 500 a.C. A região mostra um influxo de cultura da Ásia central na Idade do Bronze com a cultura de Suat, correspondendo às imigrações de faladores de indo-ariano e o núcleo da civilização védica. Essa cultura sobreviveu até 600 a.C. A sua evidência foi descoberta nas regiões de colinas de Suat e Dir, e até em Taxila. O nome dos gandaris é mostrado no Rigveda (RV 1.120.1).
Os gandaras, junto dos mujavantas, angas e mágadas, também são mencionados no Atharvaveda (AV 5.22.14), mas aparentemente como pessoas odiadas. Gandaras estão incluídos na divisão Uttarapatha das tradições purânicas e budistas. Os gandaras e os seus reis são mostrados como fortes aliados dos kurus contra os pandavas na guerra do Mahabharata. Os gandaras foram um povo furioso, bem treinado na arte da guerra. Segundo as tradições purânicas, esse Janapada foi fundado por Gandara, filho de Aruda, um descendente de Yayati. Os príncipes desse país são ditos terem vindo da linhagem de Druhyu, que foi um rei muito famoso do período rigvédico. O rio Indo regava as terras de Gandara. Segundo o Vayu Purana (II.36.107), os gandaras foram destruídos por Pramiti (Kalika) no final do Kali Yuga.

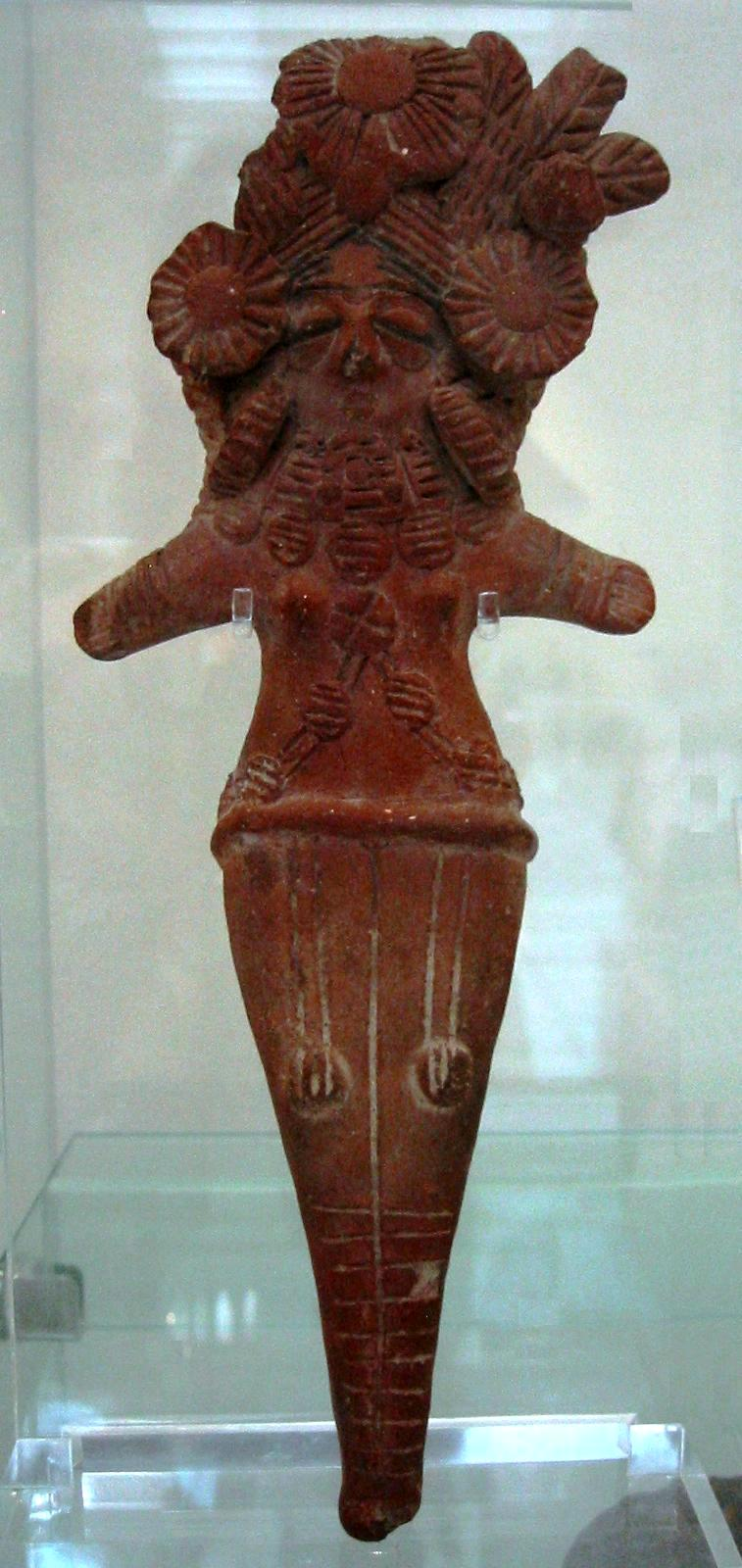
Divindade da fertilidade, derivada da tradição do Vale do Indo, terracota, Sar Deri, Gandara, século I. Museu Vitória e Alberto

O Reino de Gandara, às vezes, também incluía Caxemira (Jataka número 406). Hecateu de Mileto (549-468) refere-se a Caspapiro (Casiapura, ou Caxemira) como cidade gandárica. Segundo o Jataka Gandara, em um tempo, Gandara formou uma parte do reino da Caxemira. O Jataka também dá outro nome, Chandahara, para Gandara. Textos budistas como Anguttara Nikaya referem-se a dezesseis grandes nações, que floresceram no subcontinente indiano durante o tempo de Buda, somente duas das quais (o Gandara e o Camboja) estavam localizados no Uttarapatha. Gandara também tem a reputação de ser a locação do místico lago Dhanakosha, lugar de nascimento de Padmasambhava, fundador do budismo tibetano. As cidades primárias de Gandara eram Puruxapura (agora Pexauar), Taxasila (Taxila) e Pushkalavati. As últimas duas cidades são ditas terem sido nomeadas com o nome de Taksa e Pushkara, os dois filhos de Bharata, um príncipe de Ayodhya.

### Pushkalavati e Prayag
Pushkalavati foi a capital de Gandara do século VI a.C. ao século II d.C., quando a capital mudou para Pexauar. Um relicário budista muito importante manteve a cidade como um centro de peregrinação até o século VII. Pushkalavati tinha uma importância para os arianos antigos. Essa cidade no vale de Pexauar é situada na confluência dos rios Suat e Cabul. Três braços diferentes do rio Cabul encontram-se ali. Esse lugar específico ainda é chamado Prang e ainda é considerado sagrado. O povo local ainda traz os seus falecidos para enterro no local. Os arianos encontraram características geográficas similares na confluência dos rios Ganges e Yamuna e fundaram uma cidade sagrada com o nome de Prayag perto de Benares. Esse é um dos centros antigos de peregrinação da Índia.

### Taxila
A cidade gandarana de Taxila foi um centro budista  muito importante de aprendizado do século V a.C. até o século II d.C..

## Domínio persa
Ciro, o Grande (558−530 a.C.) construiu o primeiro império universal do mundo, estendendo-se da Grécia até o rio Indo. Ambos, Gandara e Camboja, viraram presas do Império Aquemênida da Pérsia durante o reinado de Ciro, o Grande ou no primeiro ano de reinado do rei Dario I. O Gandara e o Camboja constituíram a sétima satrapia do Império Aquemênida.
Quando Aquêmenes tomou controle desse reino, Pushkra-sakti, um contemporâneo do rei Bimbisara de Mágada, foi o rei de Gandara. Ele estava em luta por poder contra os reinos de Avanti e os Pandavas. A inscrição na tumba de Dario (521−486 a.C.) em Naqsh-i Rustam, perto de Persépolis, registra Gadara (Gandara) junto de Hindush (oeste de Panjabe) na lista de satrapias. O historiador grego Heródoto (490−420 (?) a.C.), no seu livro As Histórias, deu uma lista de vinte províncias do Império Persa.
Ele mostrou Gandara como Paktuike (3:93) e, em outra passagem, identificou esse território com o vale de Pexauar (4:44). A palavra Paktuike é interessante porque os habitantes atuais de Gandara são conhecidos como pastós. Sob domínio persa, o sistema de administração centralizada e o sistema de burocracia foram introduzidos na região. Influenciados pelos persas e pelo acesso às civilizações do oeste asiático, grandes estudiosos como Pānini e Cautília nasceram nesse ambiente cosmopolita. O alfabeto caroste, derivado do alfabeto aramaico (escrita oficial dos aquemênidas), desenvolveu-se aqui e continuou como a escrita nacional de Gandara até o século III d.C..
Em mais ou menos 380 a.C., o domínio persa enfraqueceu. Muitos reinos pequenos brotaram em Gandara. Perto de 327 a.C., Alexandre, o Grande, invadiu Gandara e as satrapias indianas do Império Aquemênida. A sua estada nessa área foi de menos de um ano. Isso não teve nenhum efeito administrativo ou cultural. As expedições de Alexandre foram registradas por Arriano (perto de 175 d.C.) em Anábase e outras crônicas muitos séculos depois do evento. Os nomes dos lugares e das personalidades descritas nessas crônicas são difíceis de serem  identificados.

## Gandara e os máurias
Chandragupta, o fundador da dinastia Máuria, estava vivendo em Taxila quando Alexandre capturou a sua cidade. Aqui, ele conheceu Cautília, que virou o seu principal conselheiro durante a sua carreira. Gandara foi tomada de volta dos gregos por Chandragupta Máuria. Tendo derrotado Seleuco I Nicátor (sucessor de Alexandre, o Grande na Ásia), em 305 a.C., o imperador máuria estendeu os seus domínios até o sul do Afeganistão. Usando Gandara como base, Chandragupta liderou uma rebelião contra o império Mágada e ascendeu ao trono em Pataliputra, em 321 a.C.
Muito pouco é sabido sobre a sequência de eventos que levaram Chandragupta a derrotar os imperadores Nanda de Mágada. Não existe nenhum registro indiano contemporâneo de Chandragupta Máuria e quase tudo o que se sabe sobre ele é baseado nos diários de Megástenes, o embaixador de Seleuco. Ele foi o primeiro rei da dinastia Máuria. Asoca, o neto de Chandragupta, foi um dos maiores imperadores que o mundo já conheceu. Como o seu avô, Asoca também começou a sua carreira como governador de Gandara. Depois, ele virou budista e promoveu essa religião em seu império.

## Gandara e os greco-bactrianos, sacas e indo-partas

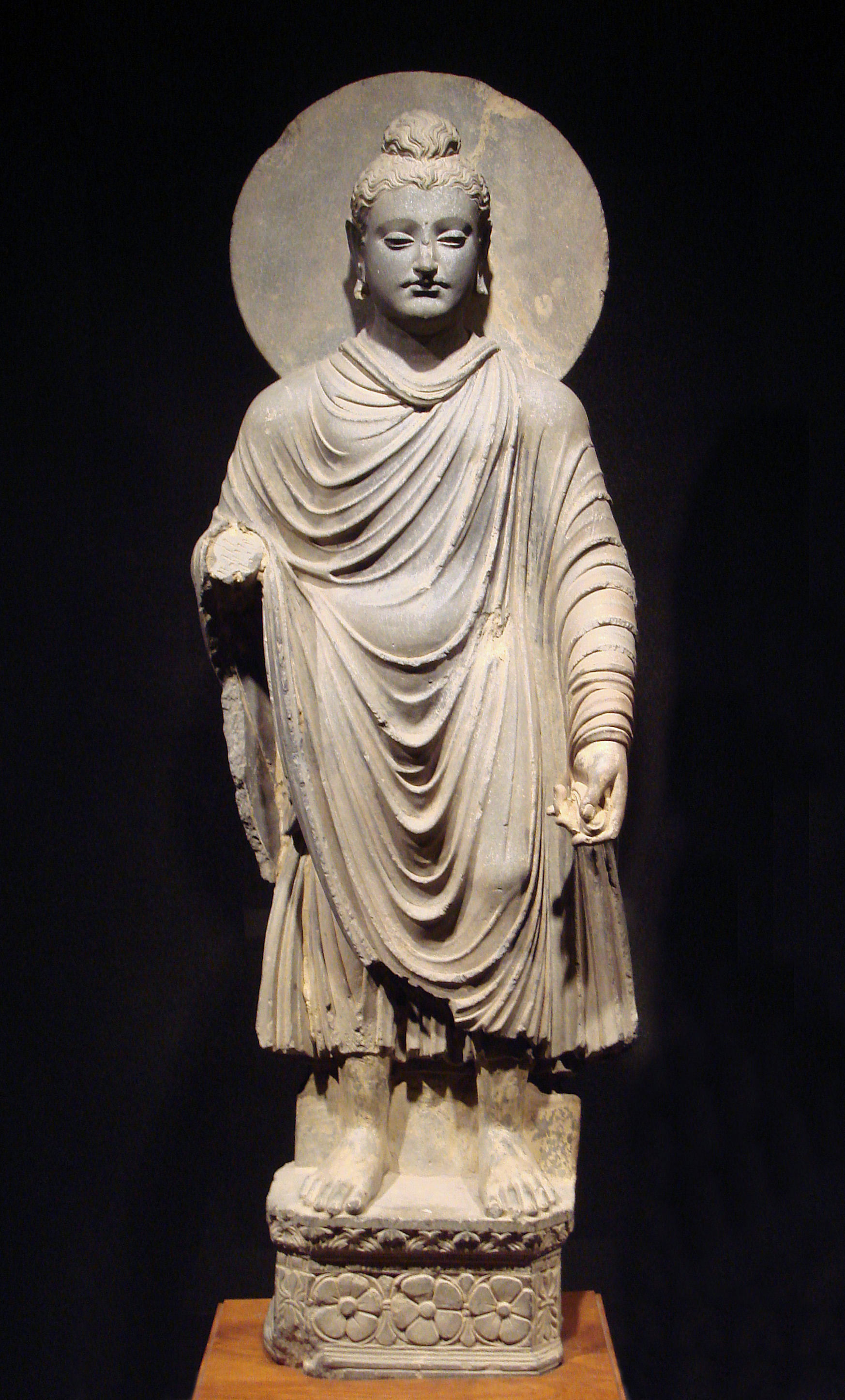
Buda em pé, Gandara (séculos I-II). Museu Nacional de Tóquio

O declínio do império deixou o subcontinente aberto à expansão greco-bactriana. O sul do Afeganistão foi absorvido por Demétrio I de Báctria em 180 a.C. Perto de mais ou menos 185 a.C., Demétrio, rei de Báctria, invadiu e conquistou Gandara e Panjabe. Depois, guerras entre vários grupos de colonizadores gregos de Báctria resultaram na independência de Gandara de Báctria e na formação do Reino Indo-Grego. Menandro foi o rei mais famoso. Ele reinou de Taxila e depois de Sagala (Sialcote). Ele reconstruiu Taxila (Sircape) e Pushkalavati. Ele virou budista e foi lembrado em registros budistas devido às suas discussões com um grande filósofo budista no livro Milinda Panha. No tempo da morte de Menandro, em 140 a.C., os cuchanas deram término ao domínio grego lá. Perto de 80 a.C., sacas, desviados pelos seus primos partas do Irã, mudaram-se para Gandara e outras partes do Paquistão e do norte da Índia.
O mais famoso rei dos sacas foi Maues, que estabeleceu-se em Gandara. Do pastó atualmente falado no noroeste do Paquistão e no Afeganistão, é dito ser baseado na língua dos sacas. Mais ou menos em 90 a.C., os partas tomaram o controle do leste do Irã, e, perto de 50 a.C., deram um fim nos últimos resquícios do domínio grego no Afeganistão. Perto de mais ou menos o ano 7, uma dinastia indo-parta sucedeu no controle de Gandara. Os partas continuaram a apoiar as tradições artísticas gregas em Gandara. O início da arte greco-budista gandarana é datado do período entre 50 a.C. e 75. Por volta do ano 40, São Tomé visitou a Índia e encontrou o rei indo-parta Gondofares.

## A idade de ouro do domínio dos cuchanas
A dinastia parta caiu mais ou menos em 75 d.C. quando outra tribo errante da Ásia Central, os cuchanas, conhecidos como iuechis na China, mudaram-se da Ásia Central para Báctria, onde ficaram por um século. Perto de 75 d.C. os cuchanas, sob a liderança de Cujula Cadefises, tomaram controle de Gandara e uma parte do Paquistão moderno. O período cuchana é considerado o período de ouro de Gandara. O vale de Pexauar e Taxila estão cheios de ruínas de monastérios desse período.
A arte gandarana floresceu e produziu algumas das melhores obras de arte de todos os tempos. Muitos monumentos foram criados para comemorar os contos jatacas. A civilização de Gandara atingiu o seu apogeu durante o reinado do grande rei cuchana Canisca I (r. 127–150). Esse foi o período de ouro de Gandara. As cidades de Taxila, em Sirsuque, e de Pexauar foram construídas. Pexauar virou a capital do grande império, que se estendia de Bengala até a Ásia Central. Canisca foi um grande patrono da fé e o budismo espalhou-se pela Ásia Central.
O império de Canisca era conhecido como o reino de Gandara e, sob a sua liderança, virou o centro da civilização. A arte budista espalhou-se de Gandara para outras partes da Ásia. Ele encorajava muito o budismo. Antes de Canisca, Buda não era representado em uma forma humana. Em Gandara, Buda começou a ser representado em uma forma humana. Canisca criou grandes monumentos artísticos. Ele construiu uma grande torre com altura de 122 metros em Pexauar. Essa torre foi relatada por Fa-Hsien, Sun-Yun e Xuanzang.
Essa estrutura foi destruída e reconstruída várias vezes e continuou em semirruínas até que foi finalmente destruída por Mamude de Gázni no século XI. Sob o seu domínio, Gandara virou uma terra sagrada do budismo e atraiu peregrinação chinesa para visitar Gandara e ver monumentos associados a muitos contos jatacas. Depois de Canisca, o império começou a perder territórios no leste. No oeste, entrou no regime sassânida de suserania e virou vassalo dos sassânidas de 241 a 450.

## Gandara após a invasão dos hunos
Os hunos capturaram Gandara perto de 450, e não adotaram o budismo. Durante o seu domínio, o hinduísmo reviveu e a civilização gandarana declinou. Os sassânidas, ajudados pelos turcos, destruíram a base de poder dos hunos na Ásia Central e Gandara, mais uma vez, ficou sob a suserania persa em 568. Quando os sassânidas foram derrotados pelos árabes muçulmanos em 644, Gandara, junto com Cabul, foi dominado por turcos budistas. Os registros de viagem de muitos peregrinos chineses budistas registram que Gandara estava em transformação durante esses séculos. O budismo estava declinando e o hinduísmo estava ascendendo. Fa-Hsien viajou para lá por volta de 400, quando o prácrito era a língua do povo e o budismo estava florescendo.
100 anos depois, quando Sung-Yun visitou Gandara em 520, uma visão diferente foi descrita: a área havia sido destruída pelos hunos e era controlada por Lae-Lih, que não praticava a lei de Buda. Hiun-Tsang visitou Gandara por volta de 544 e encontrou o budismo minguando e o hinduísmo ascendendo. Gandara era controlado por um rei de Cabul, que respeitava a lei de Buda, mas Taxila estava em ruínas e os monastérios budistas estavam abandonados. Em vez disso, os templos hindus eram numerosos e o hinduísmo era popular.

## Gandara sob o domínio das dinastias de Turkshahi e Hindushahi
Depois da queda do Império Sassânida, em 644, Afeganistão e Gandara ficaram sob a pressão dos muçulmanos. Mas eles falharam em estender o seu império para Gandara. Gandara foi primeiramente controlada de Cabul e depois de Udabandapura (Hind). Em 665, Cabul foi cercada pelos árabes, mas eles nunca subjugaram completamente Cabul e Gandara foi controlada de lá pela dinastia Turkshahi pelos próximos 200 anos.
Em algum tempo no século IX, a dinastia Hindushahi substituiu Turkshahi, mas a data desa ocorrência não é certa. De acordo com Al-Biruni (973-1048), Kallar, um brâmane ministro da dinastia de Turkshahi, fundou a dinastia de Hindushahi em 843. A dinastia dominou de Cabul, depois mudando a sua capital para Udabandapura. Eles construíram grandes templos por todos os seus reinos. Algumas dessas construções ainda estão em boas condições em Panjabe.

### O fim de Gandara
Jaiapala foi o último grande rei dessa dinastia. O seu império estendia-se do oeste de Cabul ao rio Sutle. Contudo, a expansão do reino gandara coincidiu com a ascensão de um poderoso Império Gasnévida controlado por Sebugueteguim. O reino foi derrotado duas vezes por Sebugueteguim e então por Mamude de Gázni no vale de Cabul. Jaiapala cometeu suicídio. O filho de Jaiapala, Anandpala, mudou a capital para perto de Nandana. Em 1021, o último rei da sua dinastia, Trilocampala, foi assassinado pelas suas próprias tropas. O nome de Gandara foi esquecido para sempre. O nome de Candar, no Afeganistão, provavelmente veio de "Gandara". Segundo H. W. Bellow, um emigrante de Gandara no século V trouxe esse nome para o Candar moderno.

## A redescoberta de Gandara
Com o tempo, Gandara foi absorvido pelo império de Mamude de Gázni. As construções budistas já estavam em ruínas e a arte de Gandara já havia sido esquecida. Depois de al-Biruni, o escritor caxemiriano Kalhana escreveu o seu livro Rajatarangini em 1148. Ele registrou eventos sobre Gandara, a sua última dinastia real e a sua capital Udabhandapura. A história e a arte de Gandara continuaram desconhecidas pelos habitantes da área e pelo resto do mundo até o século XIX, quando soldados e administradores britânicos começaram a ter interesse na história antiga do subcontinente indiano. Em 1830, moedas do período pós-Asoca foram descobertas. Charles Masson, James Prinsep e Alexander Cunningham decifraram a escrita caroste em 1838. Registros chineses indicaram os locais dos relicários budistas. Junto da descoberta de moedas, esses registros deram as peças necessárias para o quebra-cabeça da história de Gandara.
Em 1848, Cunningham encontrou esculturas gandaranas no norte de Pexauar. Ele também identificou o local de Taxila em 1860. Daí em diante, uma grande quantidade de estátuas budistas foi sendo encontrada no vale de Pexauar. Marshal fez uma escavação em Taxila de 1912 a 1934. Ele descobriu cidades gregas, partas e cuchanas e um grande número de monastérios. Essas descobertas ajudaram a encaixar muitas mais peças do quebra-cabeça da cronologia da história de Gandara e da sua arte. Depois de 1947, Ahmed Hassan Dani e o Departamento de Arqueologia da Universidade de Pexauar fizeram várias descobertas nos vales de Pexauar e Suat. Escavações em muitos sítios da civilização de Gandara estão sendo feitas por pesquisadores de muitas universidades pelo mundo.

## Destruição talibã das relíquias budistas
O vale do Suat, no Paquistão, possui muitas esculturas budistas e estupas, e Jeanabade possui uma estátua de Buda sentado. As estátuas e estupas budistas da era cuchana no vale do Suat foram demolidas depois de duas tentativas pelo Talibã, e o rosto do Buda de Jeanabade foi dinamitado. Apenas os Budas de Bamiyan eram maiores do que as estátuas de Buda esculpidas no vale do Suat. O governo nada fez para proteger a estátua depois da tentativa inicial de destruí-la, que não causou danos permanentes. Mas um segundo ataque destruiu seus pés, ombros e rosto. Grupos muçulmanos como o Talibã e saqueadores destruíram muitos dos artefatos budistas paquistaneses da civilização da Gandara, especialmente no vale do Suat. O Talibã destruiu deliberadamente relíquias budistas de Gandara. O arcebispo cristão de Laore, Lawrence John Saldanha, escreveu uma carta ao governo do Paquistão denunciando as atividades do Talibã no vale do Suat incluindo a destruição de estátuas de Buda e ataques aos cristãos, siques e hindus. Artefatos budistas de Gandara foram saqueados por contrabandistas. Um grupo de italianos ajudou a reparar o Buda.

## Língua

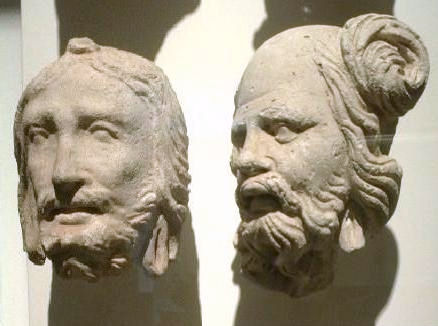
Retratos do sítio de Hadda, em Gandara, no século III, em exposição no Museu Guimet

Os Textos budistas de Gandara são os mais antigos textos budistas e asiáticos já descobertos. A maioria deles foi encontrada em argila. Pānini mencionou, no seu Ashtadhyāyi, a forma védica do gandari e a forma posterior do gandari. A língua de Gandara foi uma coleção de prácritos ou dialetos indo-arianos. Eles foram escritos da direita para a esquerda na escrita caroste, que foi adaptada do alfabeto aramaico. Nessa época, Gandara era controlada pelo Império Aquemênida, que usava um alfabeto similar para escrever as línguas iranianas relacionadas do império.
Escritas semíticas não eram usadas para escrever línguas indianas até a chegada do Islã e a subsequente adoção do alfabeto árabe em estilo persa para línguas indo-arianas novas como urdu, punjabi, sindi e caxemiriano. A escrita caroste morreu no século IV. Gandara era um país indo-ariano, mas a influência aquemênida trouxe o nascimento da língua pastó. As tribos afridi, dilazak e khattak eram tribos pastós prominentes do Gandara antigo (chamado por eles de "Qandahar". Esse nome depois foi dado por refugiados  que fundaram a cidade atual afegã de mesmo nome.). Eles eram budistas e pagãos mais que hindus.

## Proselitismo gandarano
Os missionários budistas eram ativos, com outros monges da Ásia Central, do século II, na capital chinesa de Luoyang, e distinguidos particularmente pelos seus trabalhos de tradução.
- Lokaksema (167-186), um cuchana e o primeiro a traduzir as escrituras mahayanas para o chinês.
- Zhi Yao (185), um monge cuchana, a segunda geração de tradutores depois de Lokaksema.
- Zhi Qian (220-252), um monge cuchana cujo avô estabeleceu-se na China durante o período de 168 a 190.
- Zhi Yueh (230), um monge cuchana que trabalhou em Nanjing.
- Dharmaraksa (265-313), um cuchana cuja família viveu por gerações em Dunhuang.
- Jnanagupta (561-592), um monge e tradutor de Gandara.
- Shikshananda (652-710), um monge e tradutor de Oddiyana, em Gandara.
- Prajna (810), um monge e tradutor de Cabul, que educou o japonês Kūkai em textos sânscritos.

## Arte gandarana
Gandara é notável pelo seu estilo distinto de arte budista, uma consequência da mistura das tradições artísticas gregas, sírias, persas e indianas. O desenvolvimento dessa forma de arte começou no período parta (50 a.C. - 75). O estilo gandarano floresceu e alcançou o apogeu durante o Império Cuchana do século I ao V. Essa arte declinou e foi destruída depois da invasão dos hunos no século V.

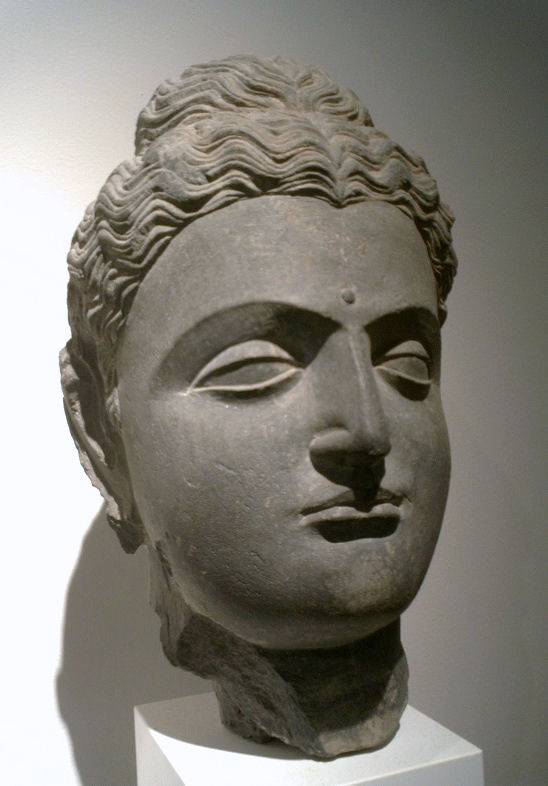
Cabeça de Buda (século II)
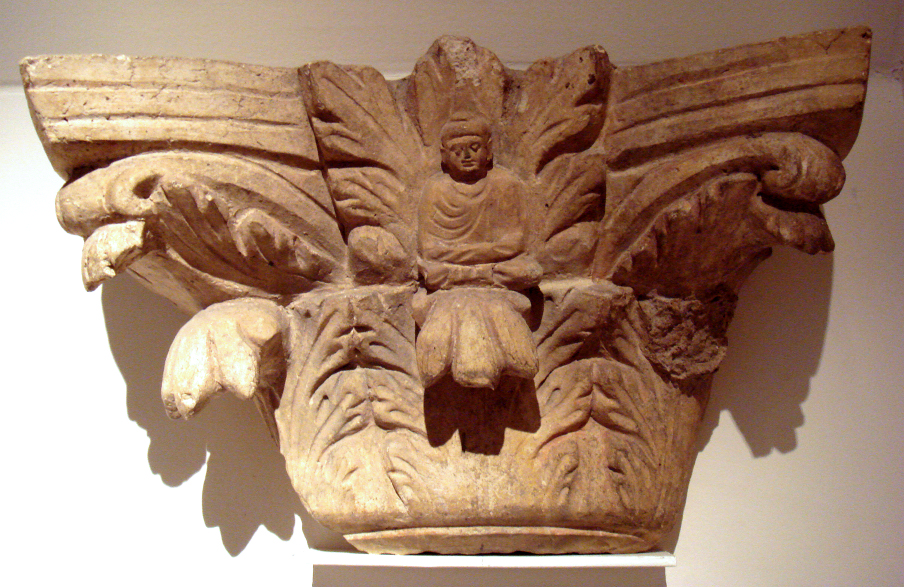
Buda
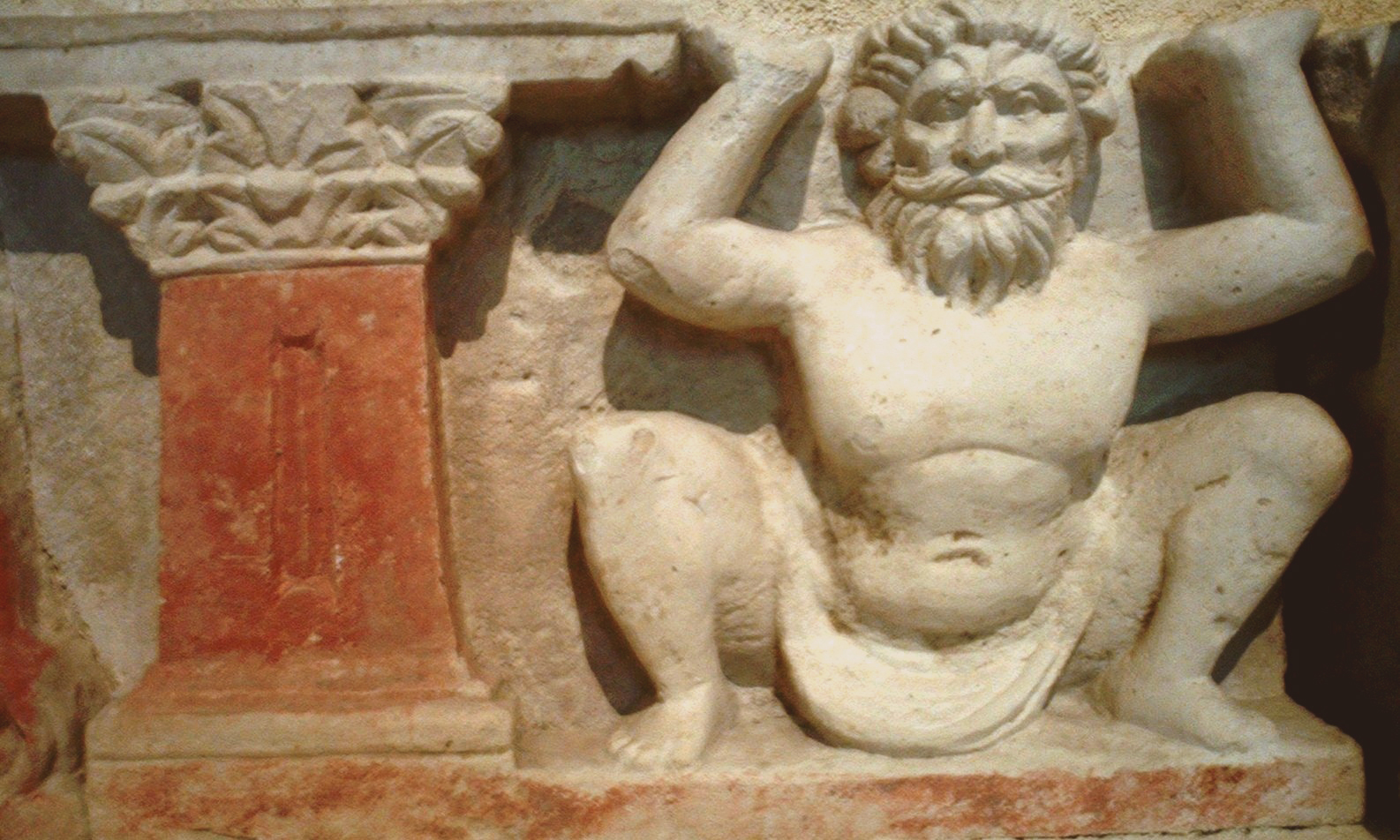
O deus grego Atlas
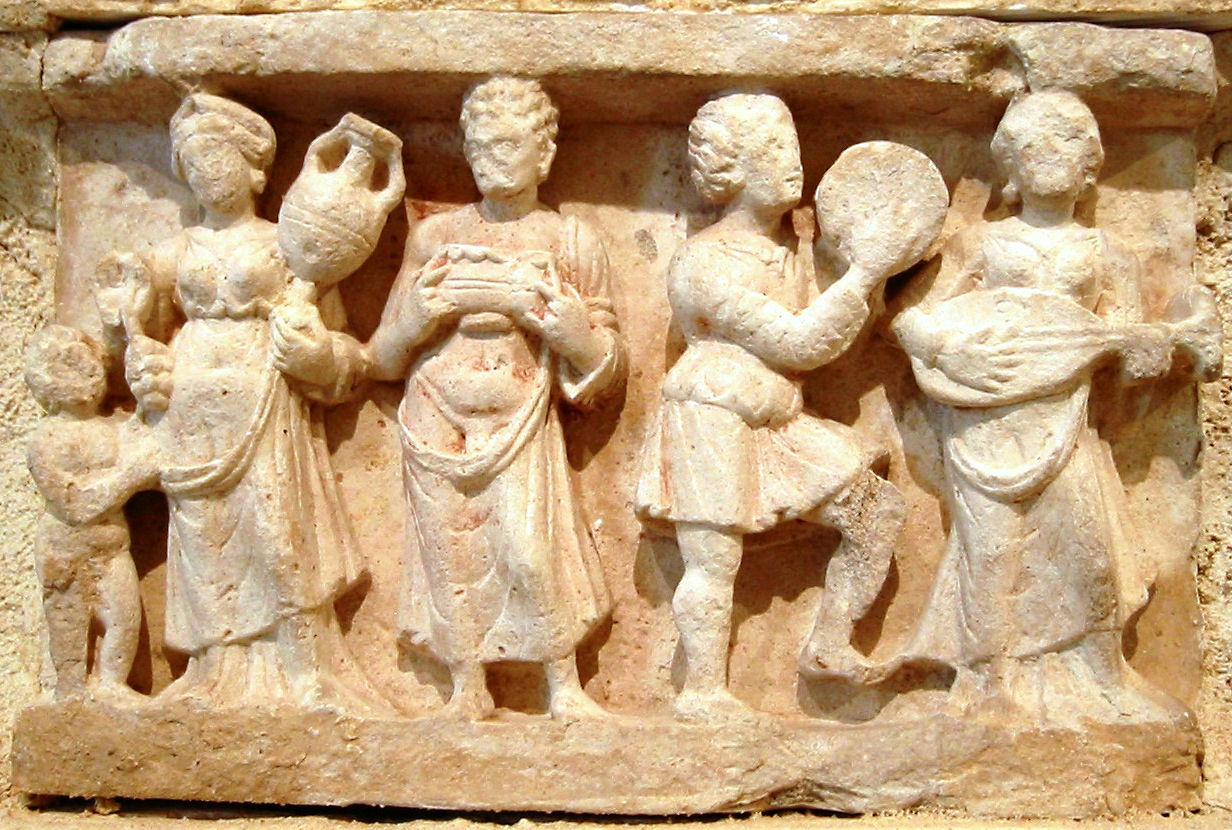
Degustação de vinho e música, Hadda, séculos I-II
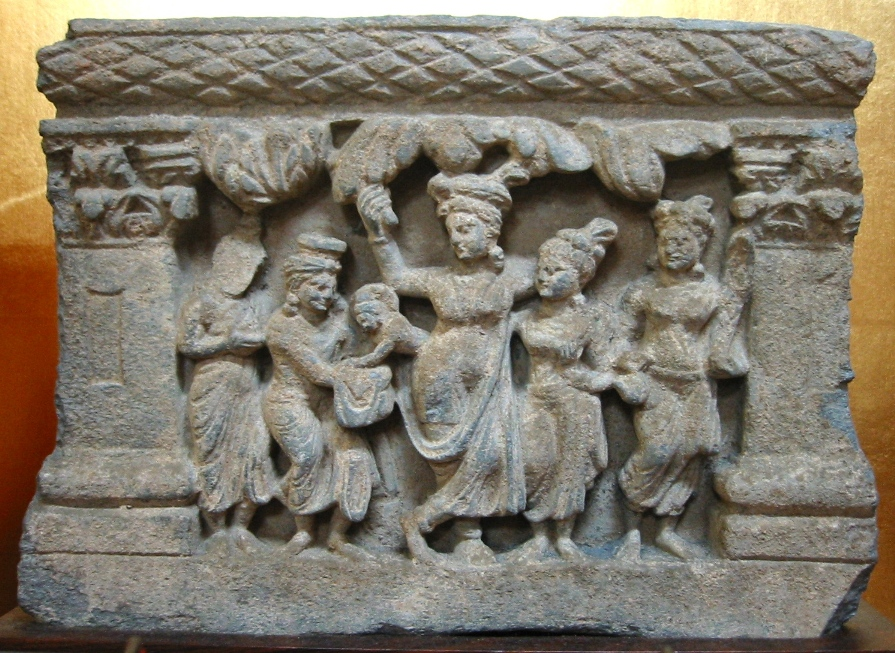
O nascimento de Sidarta, séculos II-III
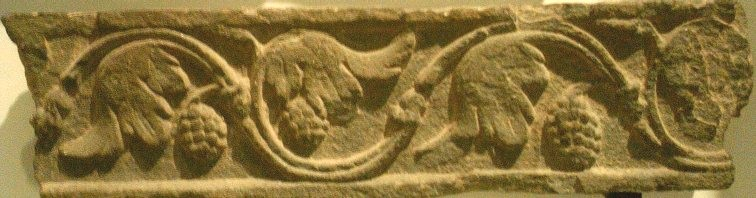
Um relevo decorativo helenístico de Hadda, no norte do Paquistão
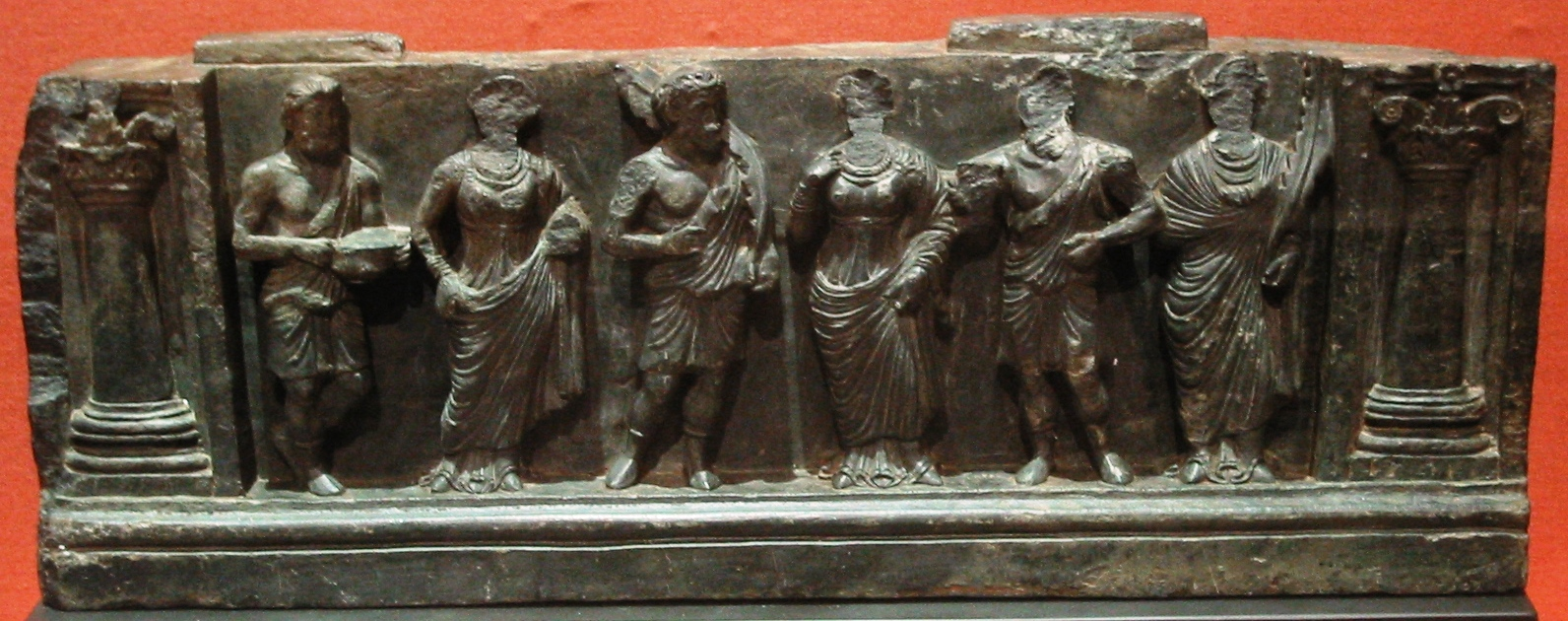
Cena helenística, Gandara, século I

## Cronologia
- Lenda: Bharata, o irmão do senhor Rama de Kosala, reinou a partir de Gandara. Seus filhos eram Taksh e Pushkala, que habitaram novas cidades chamadas Taksha-shila (Taxila) e Pushkarvati (Pexauar).[20] A datação para esse evento é 5 000 a.C. ou antes.[carece de fontes?]
- Lenda: Gandari, a princesa de Gandara, se casa com Dhritrashtra, o rei de Hastinapura. O Mahabharata data este evento em por volta de 3 000 a.C.[carece de fontes?]
- c 2 300 – c. 1 900 a.C. Civilização do Vale do Indo
- c. 1 900 – c. 520 a.C. Ausência de registros escritos. Migrações  indo-arianas. A lenda do Ramayana diz que o irmão do senhor Rama, Barata, reinou a partir de Gandara.
- c. 1 500 – c. 500 a.C. Cultura dos túmulos de Gandara.
- c. 1 200 – c. 800 a.C. Povos Gandari mencionados no Rigveda e Atharvaveda.
- c. 520 – c. 326 a.C. Império Persa. Sob controle persa direto e/ou controle local sob suserania aquemênida.
- c. 326 – c. 305 a.C. Ocupado por Alexandre, o Grande e generais macedônios.
- c. 305 – c. 180 a.C. Controlado pela dinastia Máuria, fundada por Chandragupta. Convertido ao budismo sob o rei Asoca (273–232 a.C.)
- c. 185 – c. 97 a.C. Sob o controle do Reino Indo-Grego, com algumas incursões dos Indo-Citas a partir de aproximadamente 100 a.C.
- c. 97 a.C. – c. 7 Reino Indo-Cita (dos sacas).
- c. 7 – c. 75 Invasão parta e Reino Indo-Parta, reinado do comandante Aspavarman?. Ambhi Kumar, rei de Gandara, era descendente do senhor Raghu e do príncipe Bharata do reino de Kosala.
- c. 75 – c. 230 Império Cuchana
- c. 230 – c. 440 Reino Indo-Sassânida sob suserania persa sassânida.
- c. 450 – c. 565 Hunos brancos (Heftalitas)
- c. 565 – c. 644 Reino Nezaque, governado a partir de Capisa e Udabandapura
- c. 650 – c. 870 xaís de Cabul, governado a partir de Cabul
- c. 870 – 1021 xaís hindus, governado a partir de Udabandapura
- c. 1032 – 1350 Conquistado e controlado pelo império de Mamude de Gásni.